# Lebia chlorocephala
Lebia chlorocephala (J. J. Hoffmann1803) è un coleottero appartenente alla famiglia dei Carabidi.

## Descrizione

### Adulto

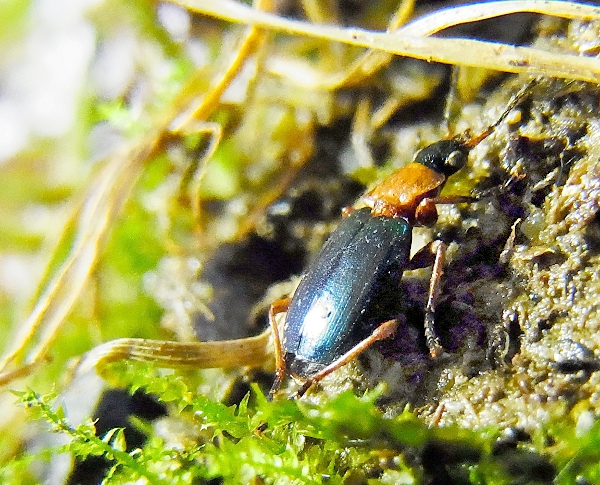

É un coleottero di piccole  dimensioni che oscillano tra i 6 e gli 8 mm di lunghezza. Presenta elitre verde metallizzato con scutello arancione.

## Biologia
Si può trovare da marzo fino a settembre in prati umidi e margini forestali, oppure sul suolo argilloso. Gli adulti sono predatori e cacciano per lo più le larve di un crisomelide che vive sull'Iperico. La larva è endoparassitoide, ovvero vive all'interno dell'ospite e se ne nutre durante tutta la fase di sviluppo, fino alla fase pupale.

## Distribuzione e habitat
L. chlorocephala si reperisce in Europa centrale, esclusi estremo nord ed estremo sud.